# Guilherme Malheiros
Guilherme Malheiros (14 de novembro de 1999) é um atleta de CrossFit brasileiro. Em 2021, alcançou o sétimo lugar no CrossFit Games, principal competição a nível mundial da categoria.

## Carreira
Guilherme começou a praticar CrossFit com 14 anos de idade. Aos 17 anos, iniciou sua carreira profissional, conquistando o segundo lugar na categoria Teen da edição 2017 do CrossFit Games.
Em 2021, conquistou sua melhor posição no CrossFit Games, terminando no sétimo lugar e vencendo um dos eventos, sendo assim o primeiro brasileiro a vencer uma das provas da competição.
Em 2022, conquistou a CrossFit Copa Sur Semifinal, principal competição ao nível sul-americano, que garante vaga no CrossFit Games aos dois primeiros colocados. Também em 2022, passou a fazer parte da equipe CrossFit Mayhem.